# Collège national d'aviation de Kryvyï Rih
Le collège national d'aviation de Kryvyï Rih est une partie de l'Université d'aviation de l'Ukraine. Il est situé à Kryvyï Rih et possède son propre musée de l'aviation.

## Histoire
Le collège est touché lors d'une attaque aérienne le 17 janvier 2025.

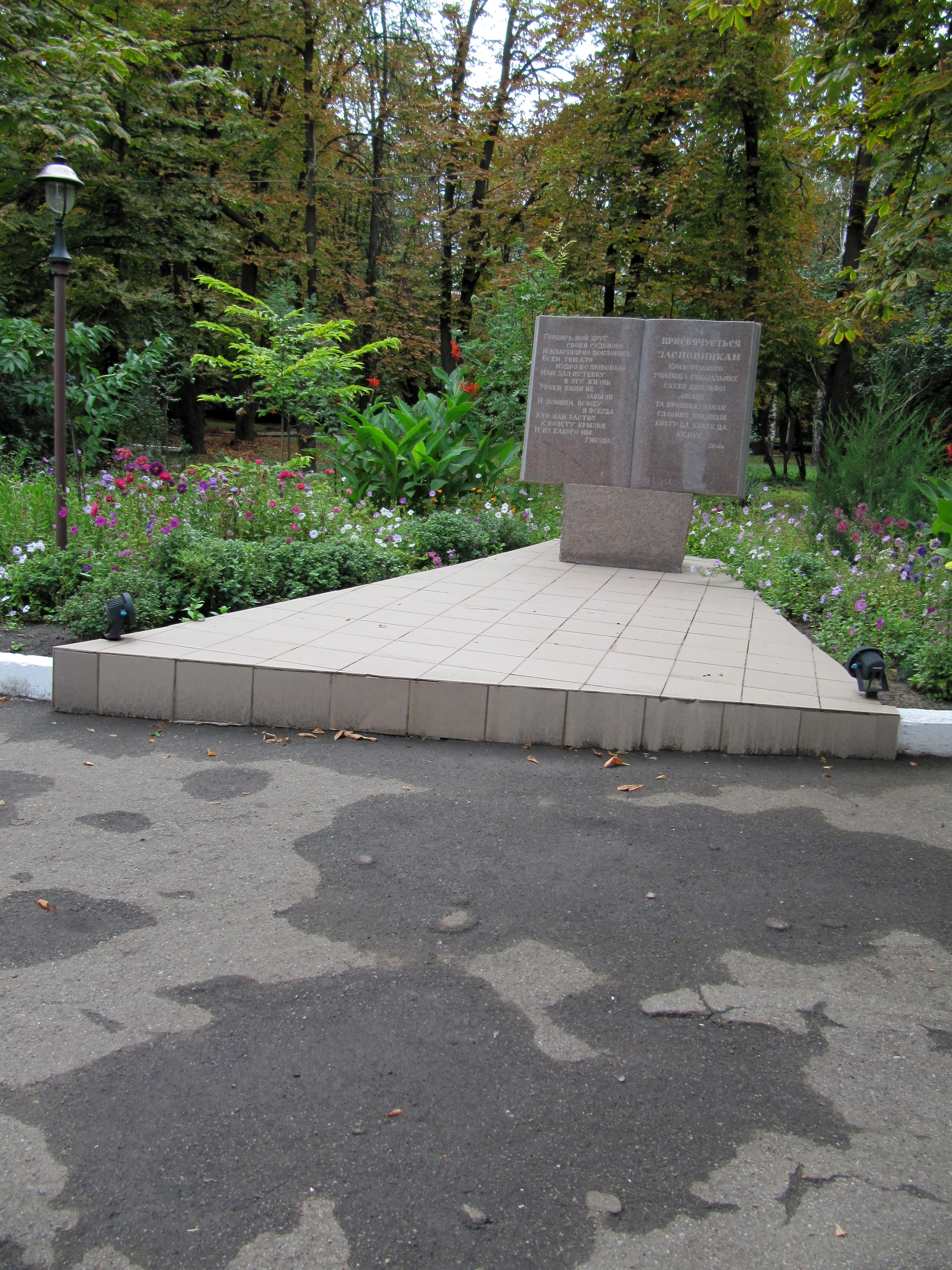
Mémorial du collège.
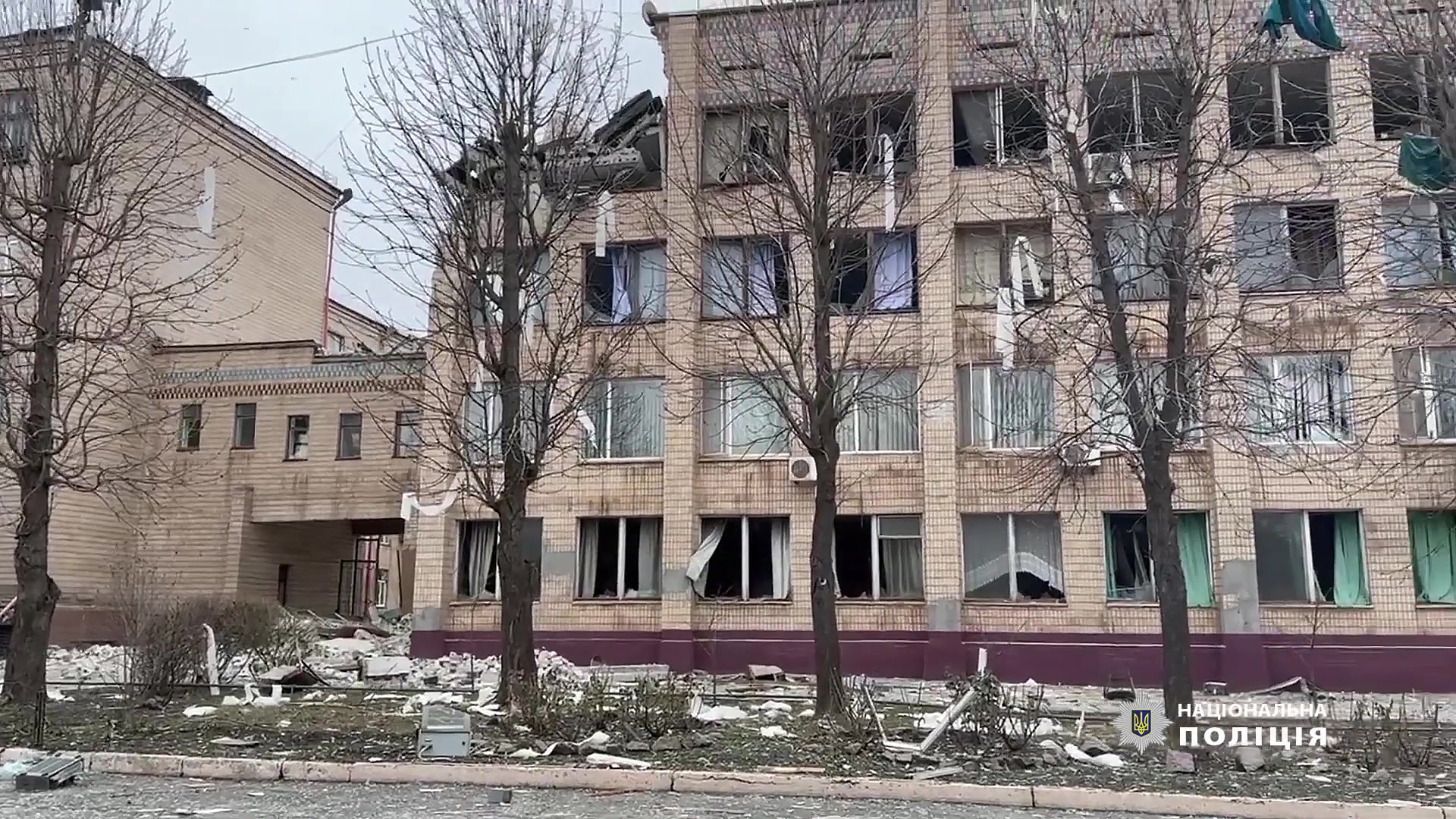
En janvier 2025.

## Musée

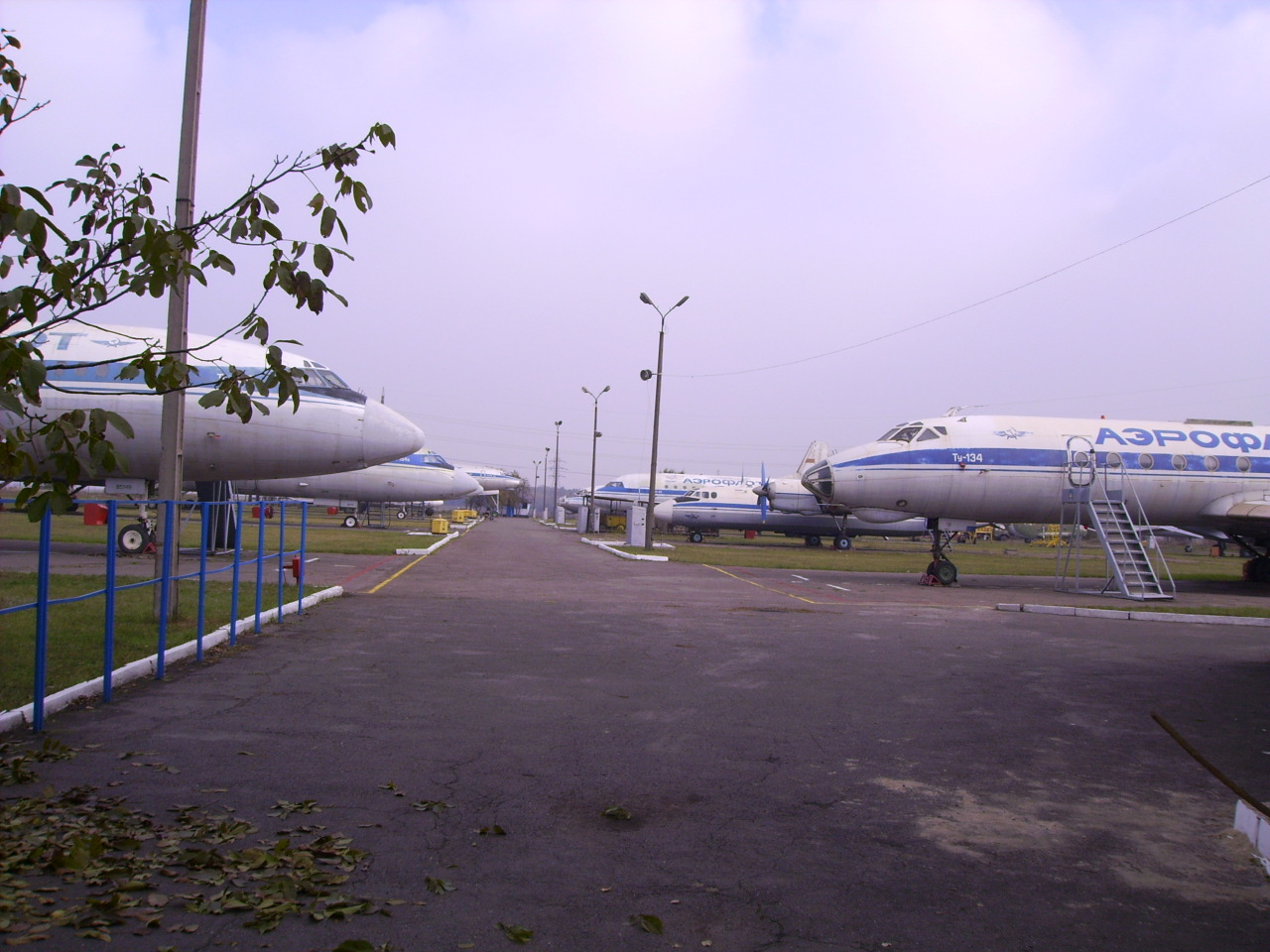
Vue générale,
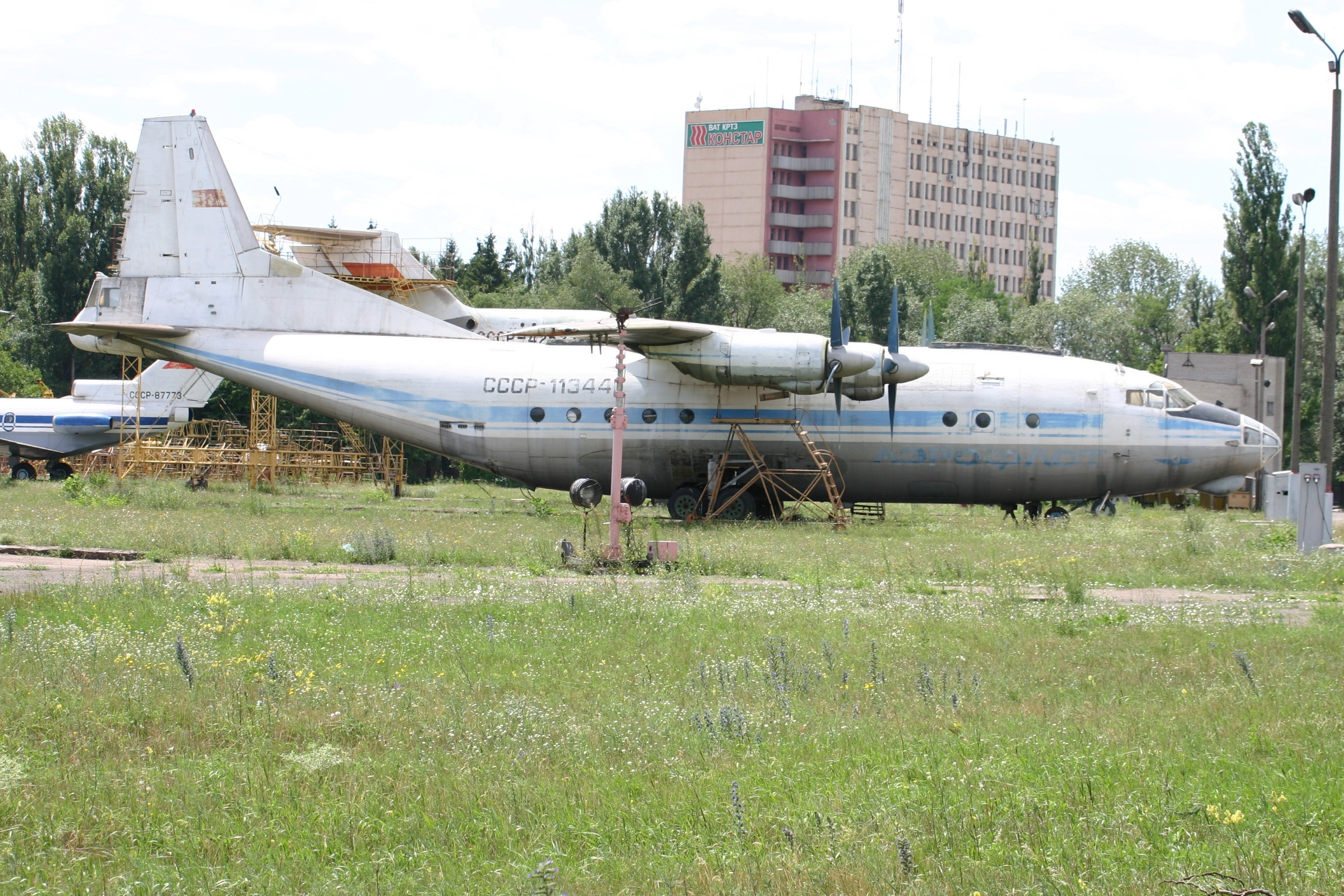
Antonov An-12,
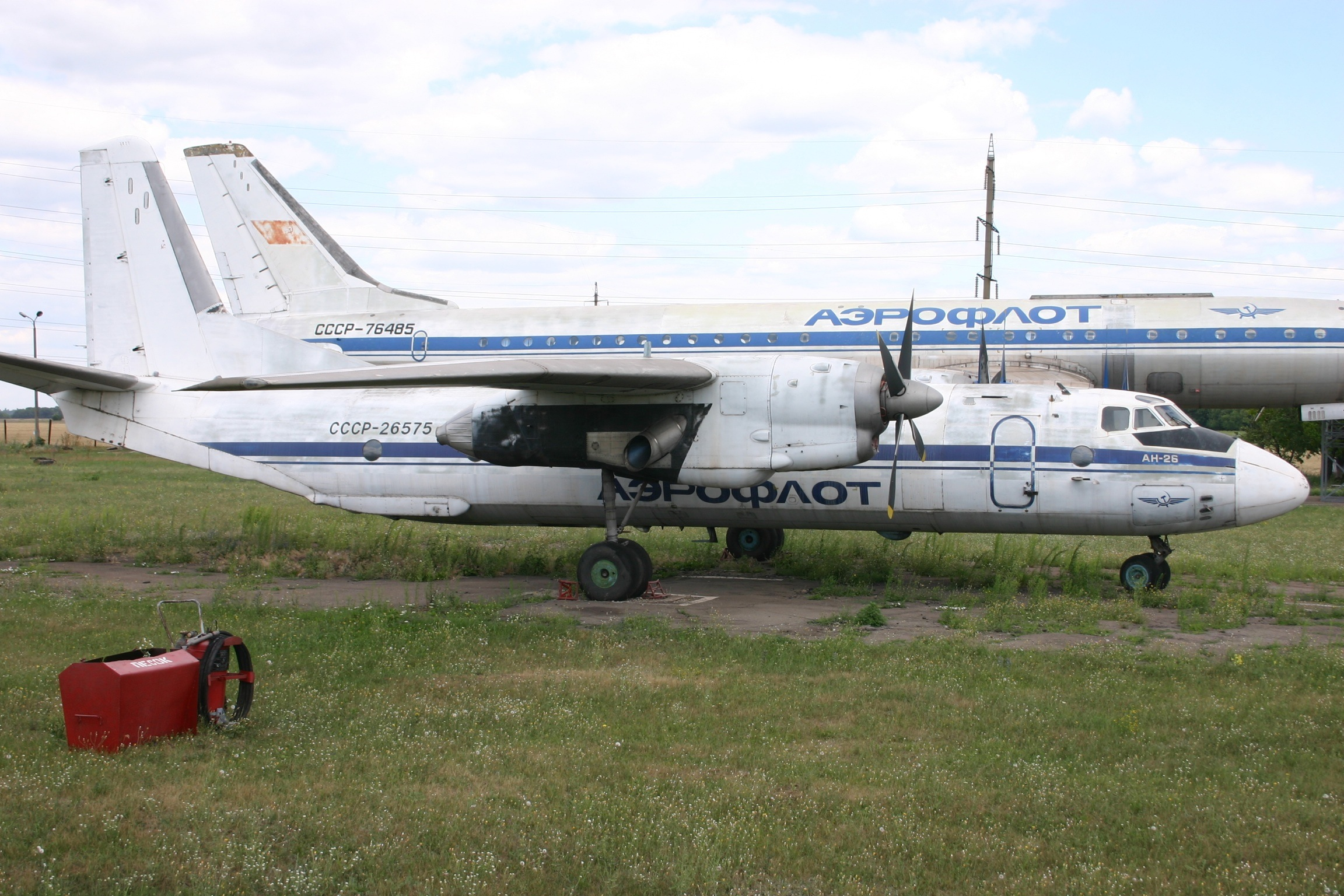
An-26,
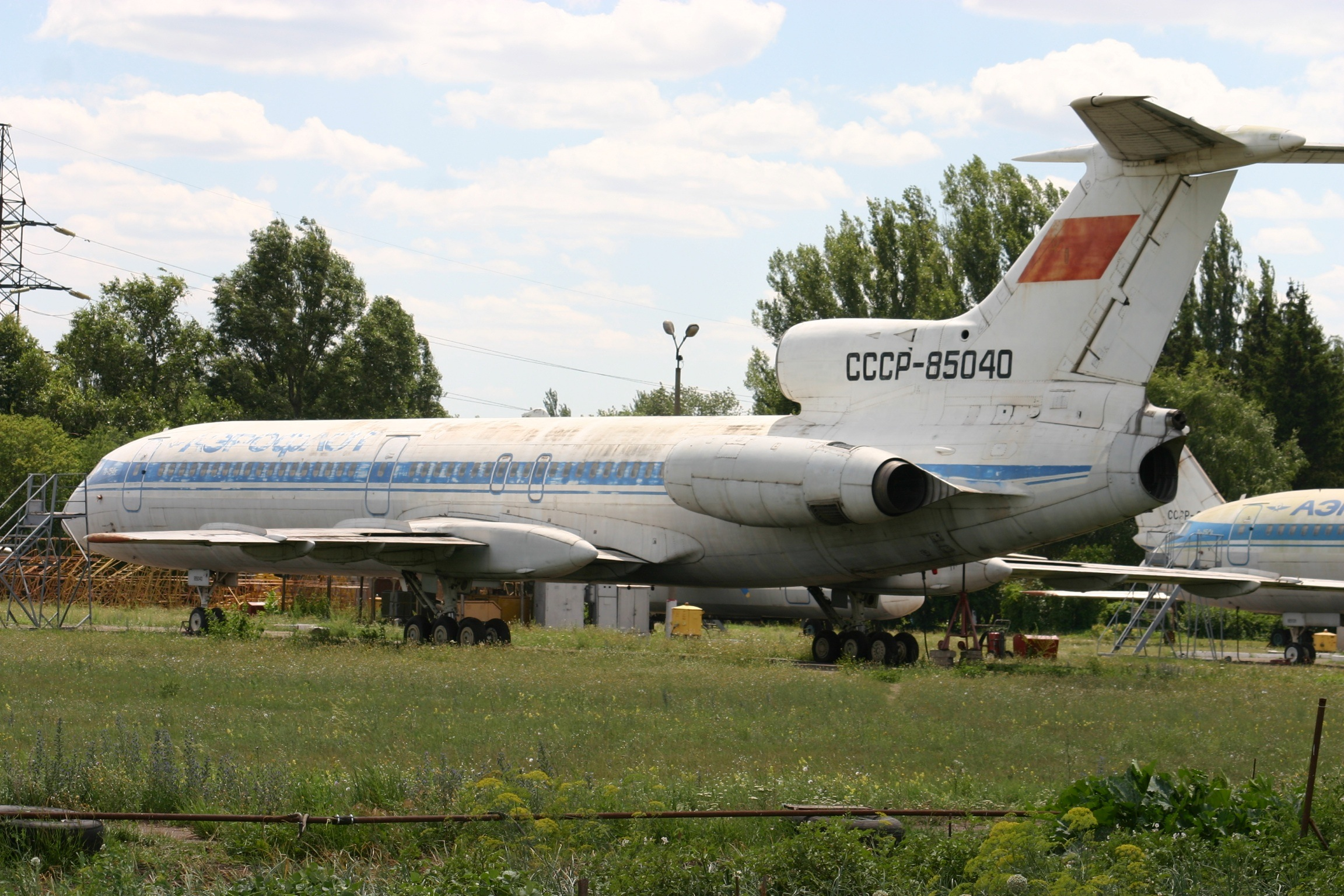
Tu-154,
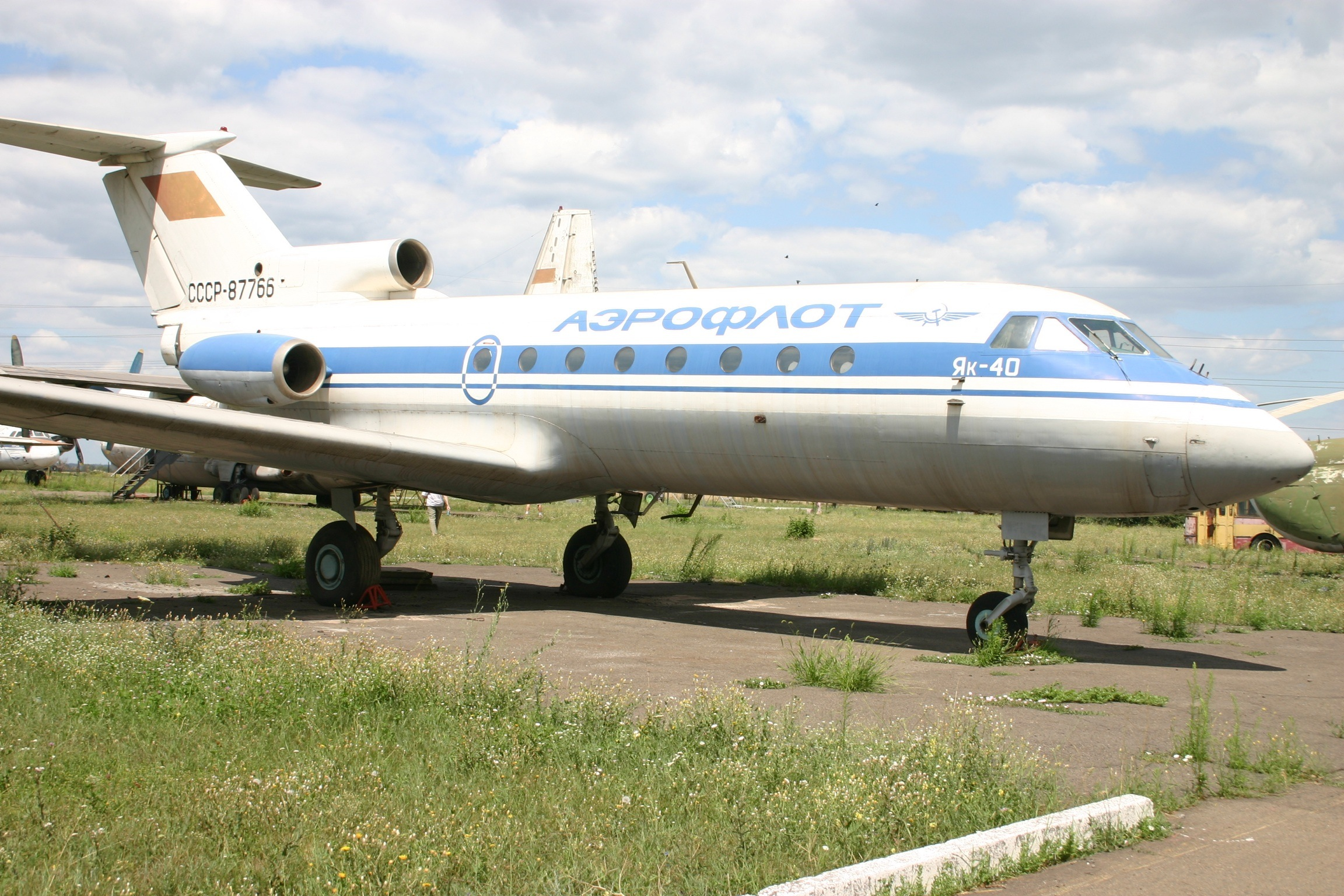
Yak-40,
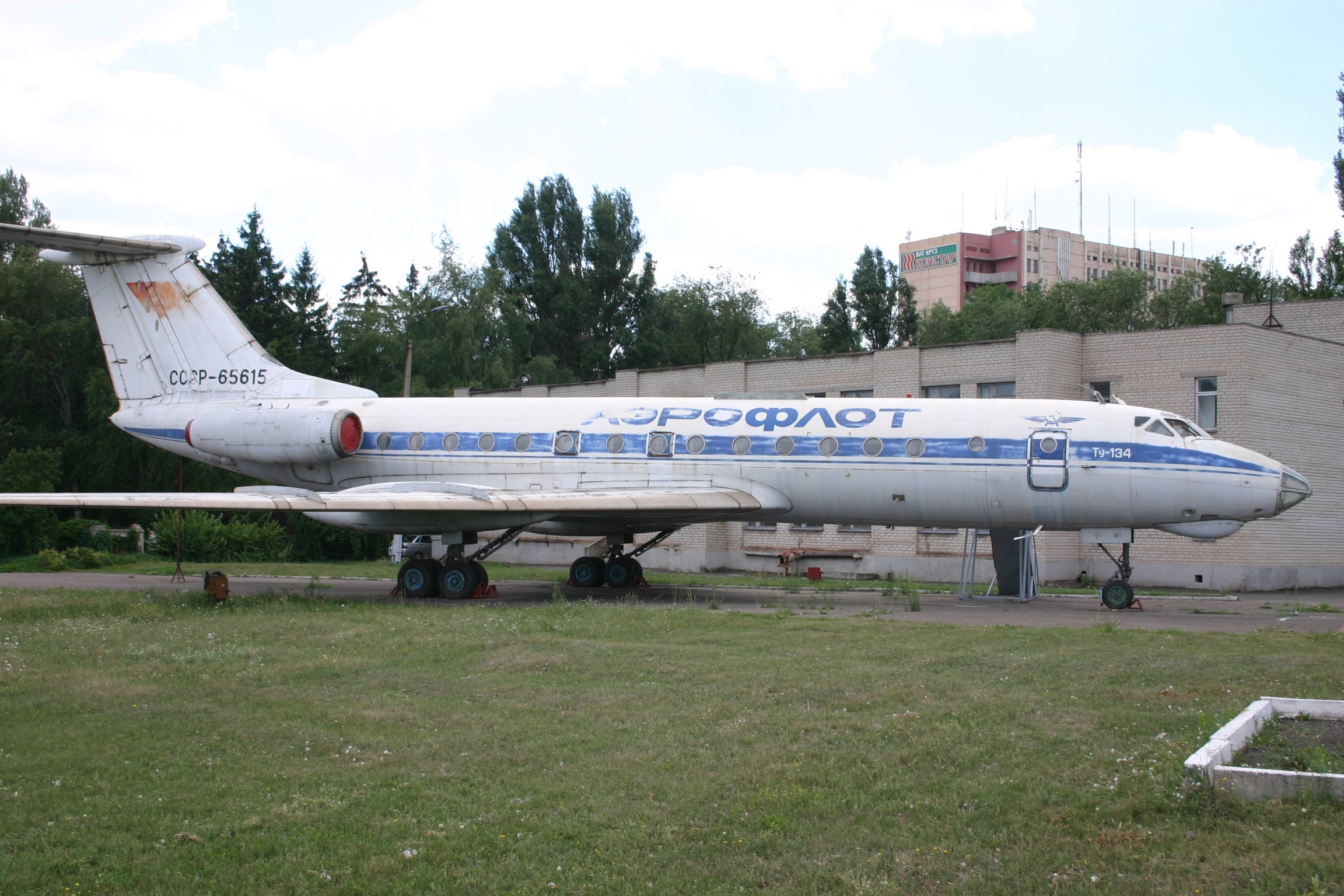
Tu-134,
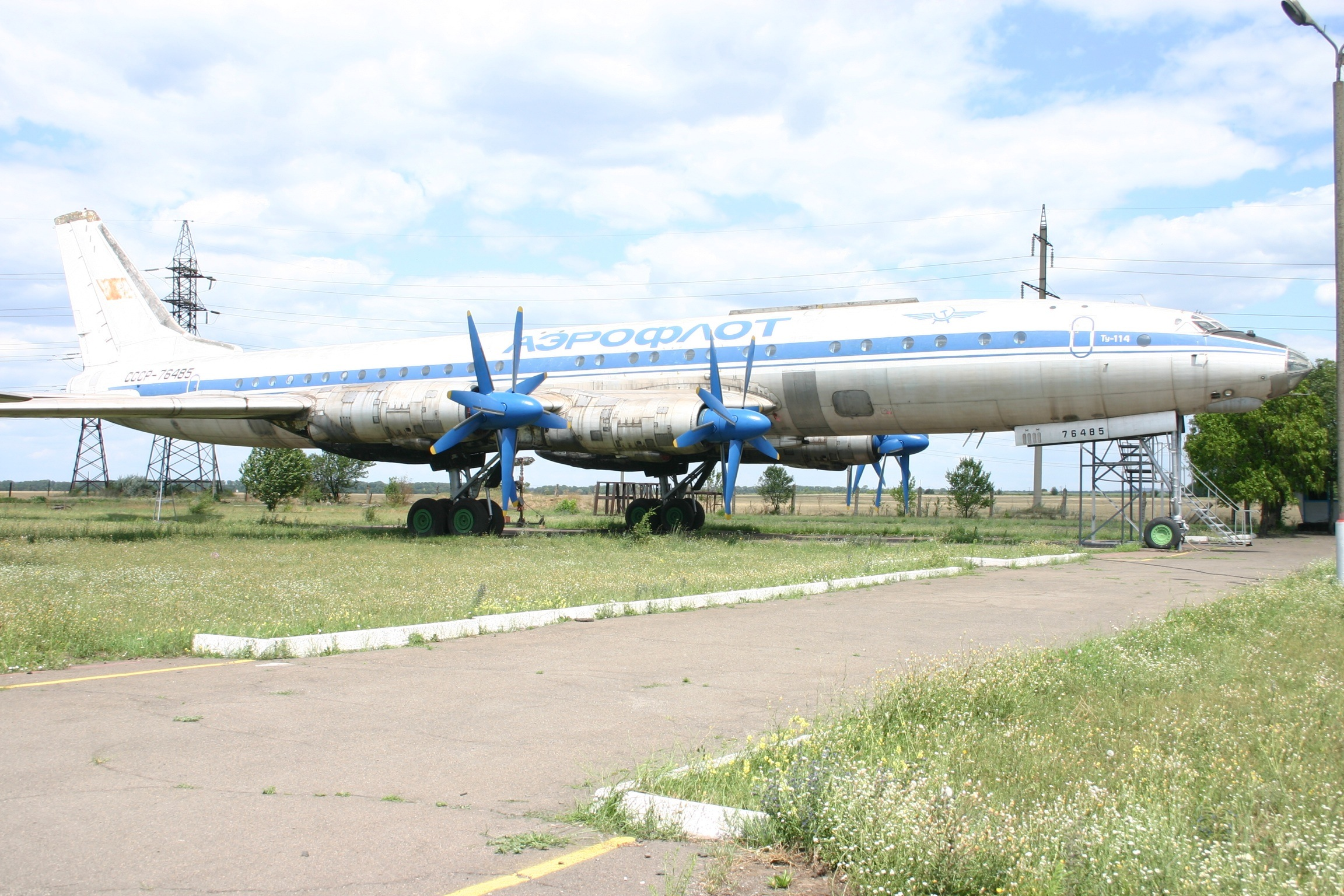
Tu-114.

## Liens
- Liste des musées aéronautiques,
- Liste de musées en Ukraine.

- Site officiel